# Bill Elliott
William Clyde Elliott (Dawsonville, 8 ottobre 1955) è un pilota automobilistico statunitense, campione della NASCAR.

## Biografia
William Clyde Elliott è nato a Dawsonville, in Georgia, l'8 ottobre 1955. Secondo la sua autobiografia, molte generazioni di Elliott risiedevano lì. Prende il nome da due parenti ed è il più giovane di tre ragazzi. I suoi genitori erano Erving "George" Elliott Jr. (1924-1998) e Mildred Reece (1921-1991). Suo padre George creò un'azienda di legname e amava le corse, e in seguito creò un negozio di velocità dove i fratelli di Bill, Ernie (nato nel 1947) e Dan (nato nel 1951), ha lavorato. Anche suo padre era un appassionato della Ford e in seguito creò una concessionaria Ford poiché non ce n'erano nella zona.
Elliott ha due figlie, Starr e Brittany, e un figlio, William Clyde II (soprannominato "Chase"). Il campione della NASCAR Nationwide Series 2014 e il campione della NASCAR Cup Series 2020, Chase Elliott attualmente gareggia nella NASCAR Cup Series per Hendrick Motorsports con la Chevrolet n. Brittany Elliott si è unita alle forze di sicurezza dell'aeronautica americana.

## Carriera
Dal 1976 al 2012 ha corso nella NASCAR Sprint Cup Series, ottenendo in totale 44 vittorie su 55 pole position. Dal 1983 al 2005, ha corso nella NASCAR Xfinity Series, ottenendo una vittoria su 2 pole position.

## Riconoscimenti
Nel 2007, è stato introdotto nella Motorsports Hall of Fame of America, mentre nel 2015 è stato introdotto nella NASCAR Hall of Fame.